# Sterntor (Nürnberg)

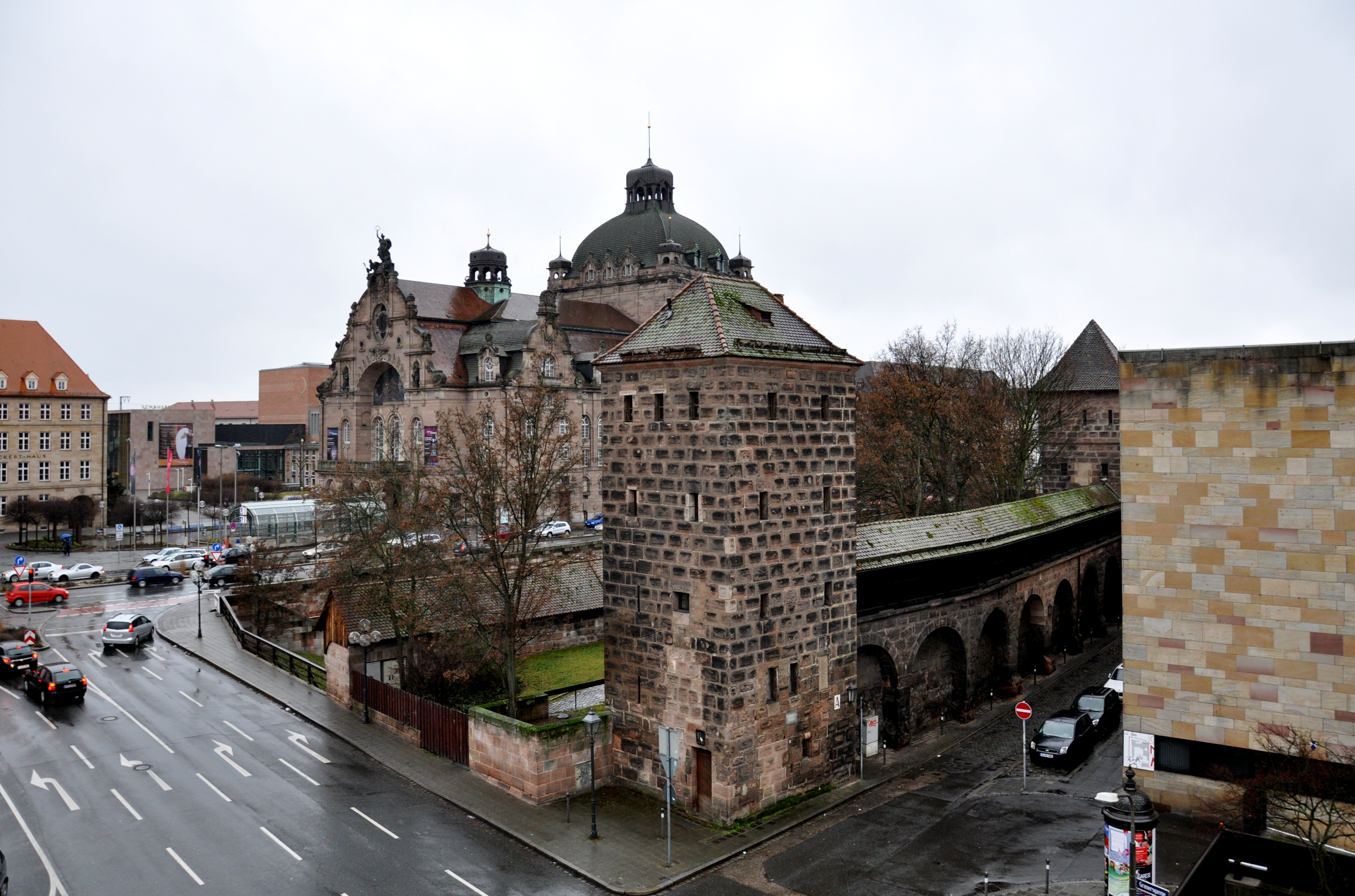
Das Sterntor heute

Das Sterntor ist eine Schneise durch die Nürnberger Stadtmauer und ein Fußgängerzugang zur südlichen Nürnberger Altstadt.

## Geschichte und Gegenwart
1869 wurde das neue Tor durch die Frauentormauer gebrochen und nach der nahen Sterngasse benannt. Der Turm des benachbarten Blausternwerkes wurde 1871 abgerissen und später in verminderter Höhe wieder errichtet.
Zusammen mit dem unter den Bahndamm führenden „Karl-Bröger-Tunnel“ bildet das Sterntor eine Verbindungsachse für Fußgänger und Radfahrer zum Südstadtpark und zur Südstadt.
Im Zwinger zwischen Sterntor und Frauentor wurde 2004 der Skulpturengarten des Neuen Museums eröffnet.

## Blausternwerk

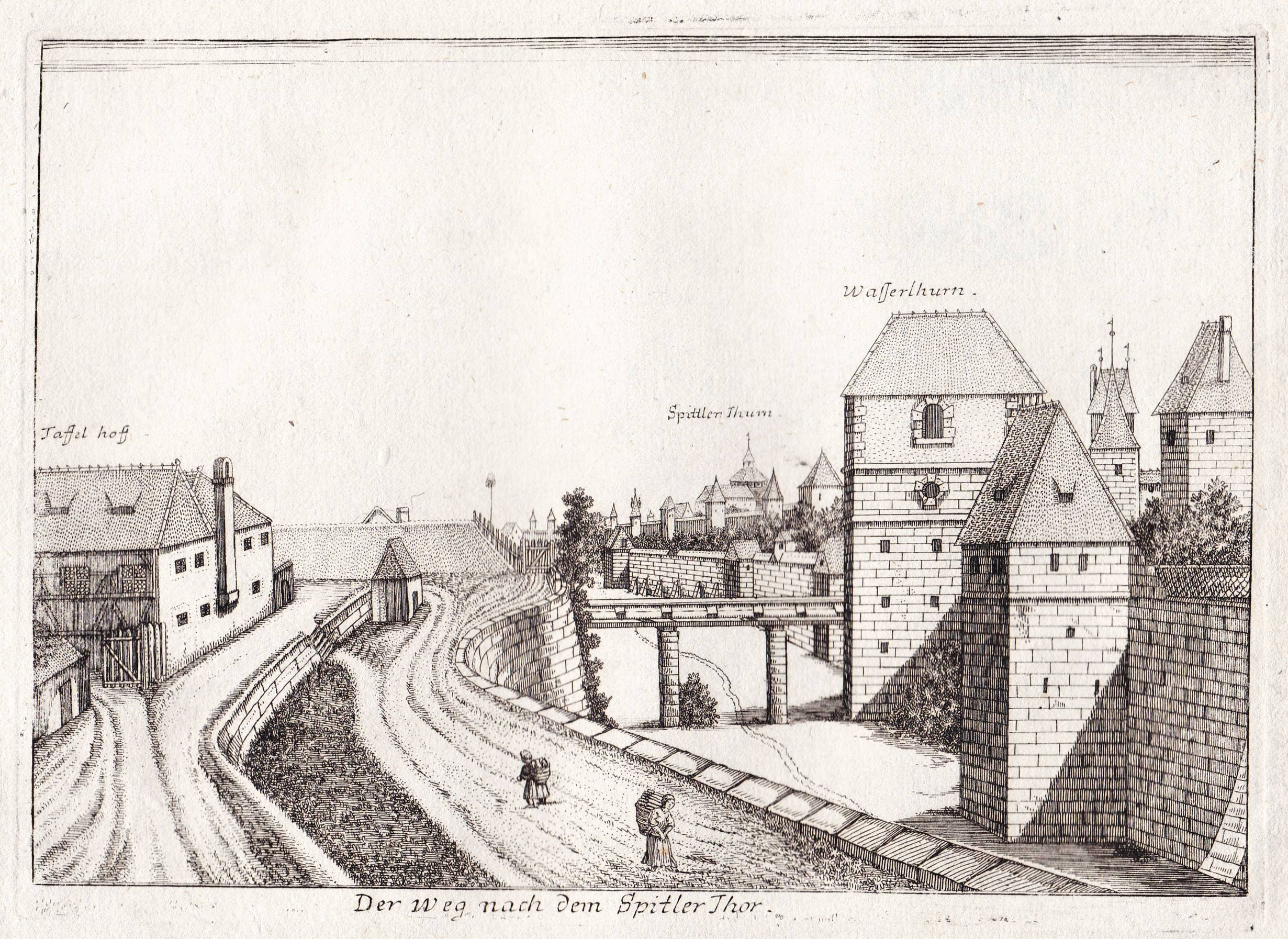
Wasserturm mit Einleitung des Fischbachs um 1700

Ab 1496 wurde der Fischbach über den Großen Dutzendteich nach Nürnberg geleitet und überquerte beim heutigen Sterntor den Graben der Nürnberger Stadtmauer mittels einer Trogbrücke.
Nach der Entdeckung einer Grundwasserquelle an der Stelle des späteren Sterntors wurde ab 1583 ein fünfstöckiger Wasserturm mit Pumpwerk errichtet. Es wurde mit der Wasserkraft des Fischbachs angetrieben. Ursprünglich wurde es „Wasserwerk vor dem Frauentor“, später „Blausternwerk“ genannt; es diente der Wasserversorgung der Innenstadt. 1643 musste es durch den Ingenieur Johann Carl restauriert werden. Es wurde wohl bis 1867 betrieben.
Die von Carl bei der Restaurierung angefertigten Zeichnungen, Querschnitte und Grundrisse sind erhalten geblieben und lassen die Arbeitsweise des Wasserturms erkennen. Das Werk besaß im dritten Stockwerk ein hölzernes Wasserrad mit einem Durchmesser von 6,5 Metern und 36 Schaufeln. Drei Pumpzylinder förderten das Wasser in zwei Schalen in den darüberliegenden Teil des Turms. Ein Sammelbecken speiste die Leitung zu einem Vorläufer des späteren Tugendbrunnens, die andere Schale versorgte über die sogenannte Bürgerröhre die angeschlossenen Privathaushalte und öffentlichen Gebäude.
Das Wasserwerk rechnete sich jedoch nicht: Baukosten und Unterhalt des Werks konnten durch den Verkauf von Bezugsrechten nicht gedeckt werden. Das Pumpwerk war außerdem vom Wasserstand des Fischbachs abhängig, der starken natürlichen Schwankungen unterlag. Zudem konnte das Hammerwerk des Unternehmers Johann Wilhelm Späth am Dutzendteich im 19. Jh. durch Aufstauung die Wassermenge des Fischbaches bestimmen, so dass für das Blausternwerk oft nicht genug Wasser übrig blieb und manchmal der Wasserlauf gänzlich versiegte.
Unten im Graben befindet sich ein Hinweis auf die einstige Zufluss-Stelle des Fischbaches in die Altstadt  – am Fundament eines nicht mehr vorhandenen Mauerturms.